# Medalla por la Conquista de Berlín
La Medalla por la Conquista de Berlín (en ruso: Медаль «За взятие Берлина», tr.: Medal "Za vziatiye Berlina") fue una medalla de campaña de la Unión Soviética de la Segunda Guerra Mundial establecida el 9 de junio de 1945 mediante decreto del Presídium del Soviet Supremo de la Unión Soviética, y otorgada a los soldados del Ejército Rojo, Marina, Tropas del Ministerio del Interior (MVD) y Tropas del Comité de Seguridad del Estado (NKVD) que tuvieron una destacada participación en la batalla de Berlín entre el 22 de abril y el 2 de mayo de 1945. El estatuto de la medalla fue enmendado el 18 de julio de 1980 por el decreto del Presídium del Sóviet Supremo de la URSS n.º 2523-X.

## Historia
El 19 de abril de 1945, el Comandante en Jefe de la Retaguardia del Ejército Rojo, el general de ejército Andréi Jruliov, ordenó al Comité Técnico de la Dirección Principal de Intendencia la elaboración de proyectos para crear condecoraciones por la conquista y liberación de ciudades fuera de los límites de la Unión Soviética. El 24 de abril se presentaron los primeros esbozos y el 30 se examinaron unos 116 dibujos. El grabador B. Andrianov hizo pruebas en metal el 3 de mayo. El autor del proyecto definitivo fue el pintor A.I. Kuznetsov, autor también de otras condecoraciones.

## Estatuto de concesión
La medalla  se concedía a militares del Ejército Rojo, Marina, tropas del Ministerio del Interior (MVD) y tropas del Comité de Seguridad del Estado (NKVD), participantes directos en el «asalto y captura heroica» de Berlín, así como a organizadores y líderes de operaciones militares en el captura de esta ciudad. La medalla se concedía en nombre del Presídium del Soviet Supremo de la Unión Soviética, una vez verificados los documentos que certificaban la participación real en la batalla de Berlín. El personal militar en servicio recibió la medalla de su comandante de unidad, los jubilados del servicio militar recibieron la medalla de un comisionado militar regional, municipal o de distrito en la comunidad en la que vivía el destinatario. Se concedió alrededor de 1 100 000 veces, y 600 de sus receptores fueron nombrados asimismo Héroes de la Unión Soviética y trece recibieron la Estrella de Oro dos veces. En el año 2003 todavía se condecoró a un veterano de la batalla, Anatoly Zelentsovu, armenio, que resultó herido en la batalla y por diversos motivos no la había recibido.
La Medalla por la Conquista de Berlín se lleva en el lado izquierdo del pecho y, en presencia de otras condecoraciones de la URSS, se coloca inmediatamente después de la Medalla por la Conquista de Viena. Si se usa en presencia de órdenes o medallas de la Federación de Rusia, estas últimas tienen prioridad.

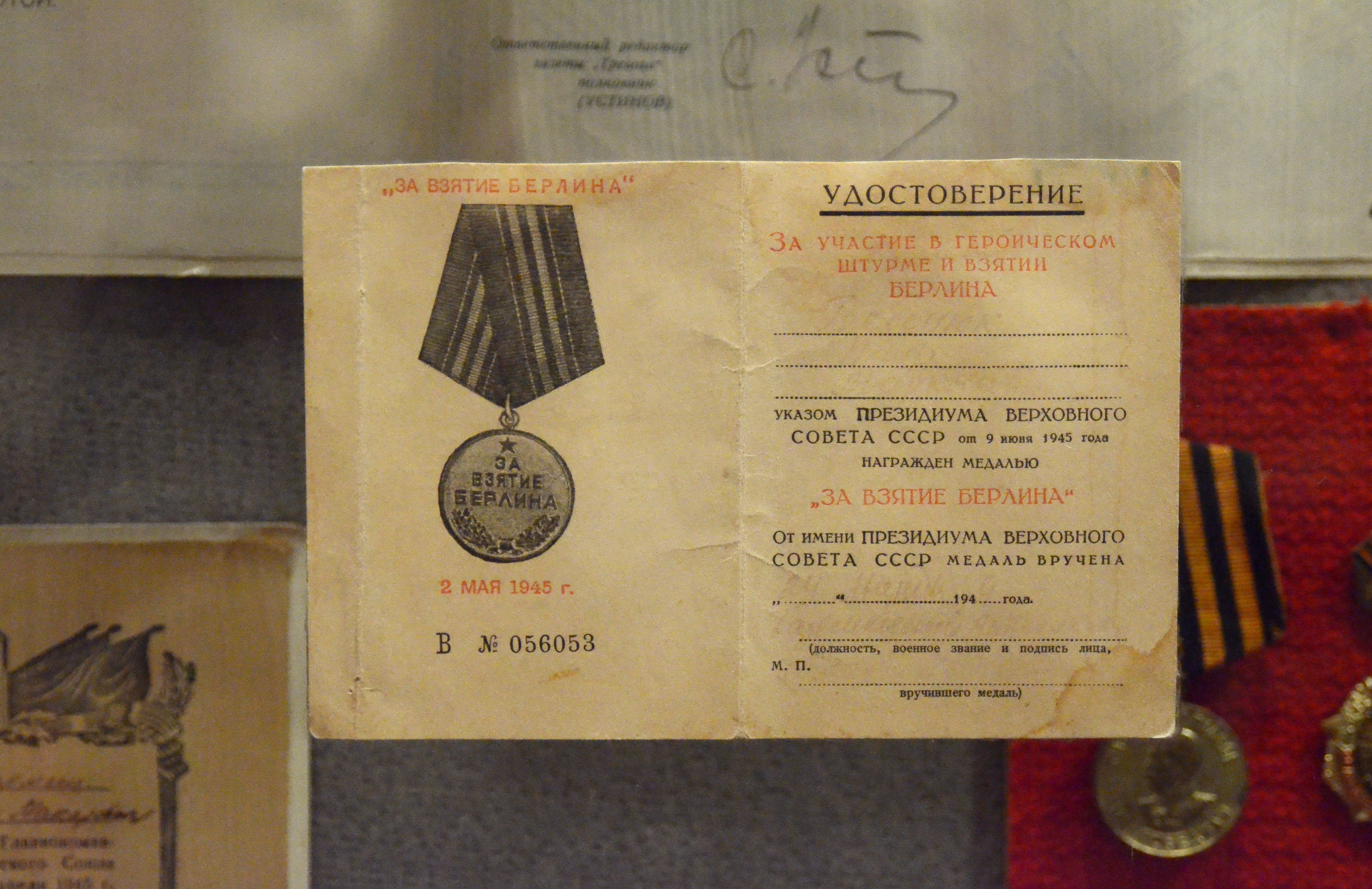
Certificado de concesión de la medalla

Cada medalla venía con un certificado de premio, este certificado se presentaba en forma de un pequeño folleto de cartón de 8 cm por 11 cm con el nombre del premio, los datos del destinatario y un sello oficial y una firma en el interior. Por el decreto del 5 de febrero de 1951 del Presídium del Sóviet Supremo de la URSS, se estableció que la medalla y su certificado quedarían en manos de la familia tras la muerte del beneficiario .

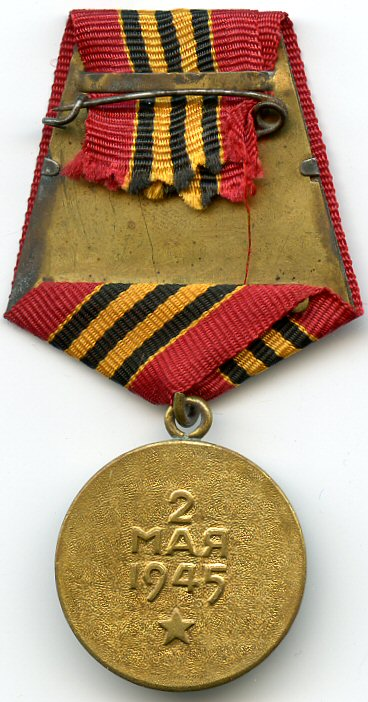
Reverso de la medalla

## Diseño
Se trata de una medalla circular de cobre de 32 mm de diámetro con un borde elevado por ambos lados. 
En su anverso de guijarros en la parte superior, una estrella lisa de cinco puntas, su punta superior tocando el borde superior de la medalla. Debajo de la estrella, la inscripción en relieve en negrita en tres filas «POR LA CONQUISTA DE BERLÍN» (en ruso: «ЗА ВЗЯТИЕ БЕРЛИНА») termina en la mitad de la medalla. En la parte inferior del anverso, hay una imagen en relieve de una corona de ramas de roble que asciende por la circunferencia izquierda y derecha de la medalla hasta la fila inferior de la inscripción.
En el reverso, cerca de la parte superior, la fecha en relieve en tres filas sobre una estrella lisa de cinco puntas en relieve «2 de mayo de 1945» (en ruso: «2 МАЯ 1945»).
La medalla está conectada con un ojal y un anillo a un bloque pentagonal cubierto con una cinta de muaré de seda roja de 24 mm de ancho. En el medio de la cinta hay cinco franjas: tres negras y dos naranjas (la llamada "cinta protectora"). Las franjas negras extremas están bordeadas por franjas anaranjadas estrechas